# Mighty Bomb Jack
Mighty Bomb Jack (マイティボンジャック?) è un videogioco a piattaforme del 1986 sviluppato da Tecmo per Nintendo Entertainment System. È un seguito di Bomb Jack, uscito in contemporanea a Bomb Jack II sviluppato da Elite Systems. Il gioco ha avuto conversioni per coin-op (Vs. Mighty Bomb Jack per Nintendo Vs. Series) e fu pubblicato dalla Elite Systems per computer Amiga, Atari ST, Commodore 64 e MS-DOS, oltre ad essere distribuito come emulazione sulle console Nintendo Wii, Wii U e Nintendo 3DS.